# Freddy Suárez
Freddy Isaias Suárez Peñaloza (Ilo, 7 maggio 1970) è un ex calciatore peruviano, di ruolo centrocampista.

## Carriera

### Club
Ha sempre giocato nel campionato peruviano.

### Nazionale
Con la maglia della Nazionale ha collezionato 2 presenze.